# Глинянка (Забайкальский край)
Глинянка — село в Шелопугинском районе Забайкальского края России. Административный центр сельского поселения «Глинянское». Основано в 1800 году.

## География
Село находится в западной части района, на правом берегу реки Ягьё, при автодороге 76К-009, на расстоянии примерно 8 км (по прямой) к западу от села Шелопугино, административного центра района. Абсолютная высота — 727 м над уровнем моря.
Климат
Климат характеризуется как резко континентальный, с продолжительной морозной малоснежной зимой и коротким тёплым летом. Средняя многолетняя температура самого холодного месяца (января) составляет −33,6 °С (абсолютный минимум — −59 °С), температура самого тёплого (июля) — 17,7 °С (абсолютный максимум — 36 °С). Безморозный период длится в течение 74 дней. Среднегодовое количество осадков — 359 мм
Часовой пояс
Село Глинянка находится в часовой зоне МСК+6. Смещение применяемого времени относительно UTC составляет +9:00.

## Население
| 2010 | 2021 |
| ---- | ---- |
| 184  | ↘129 |

Половой состав
По данным Всероссийской переписи населения 2010 года, в гендерной структуре населения мужчины составляли 49,5 %, женщины — соответственно 50,5 %.
Национальный состав
Согласно результатам переписи 2002 года, в национальной структуре населения русские составляли 98 % из 244 чел.

## Инфраструктура
В селе действуют основная школа, клуб, библиотека и фельдшерский пункт.